# Большое Игумново
Большое Игумново (Большая Игумнова слобода, Рабочая слобода, тат. Зур Игумный бистәсе, Zur İgumnıy bistäse, МФА: [ˈzur iˈgumnəj bistæˈsɘ]) — историческая местность в Кировском районе Казани.

## География
Большое Игумново находится на берегу старого русла Казанки, в юго-западной части Кировского района. Восточнее, за старым руслом Казанки находится Адмиралтейская слобода, севернее — железная дорога, западнее — Малое Игмуново, южнее — река Волга.

## История
Впервые упоминается под именем Игумнов починок в середине XVII века, однако, по мнению историка Р. Султанова, населённый пункт на этом месте существовал ещё в начале XVII века как «деревня против Бежболды». По сведениям писцовой книге 1623/24 годов упоминается, что деревня принадлежала игумену Казанского Предтеченского монастыря, откуда, предположительно, и пошло её название.
Перепись 1646 года насчитала в деревне 52 человек обоего пола в 17 дворах, в 1677 году — 58 человек в 16 дворах, перепись 1710 года насчитала в деревне 123 человека (69 мужчин и 54 женщин), третья ревизия — 145 человек (69 мужчин и 79 женщин), а четвёртая ревизия — 69 ревизских душ экономических крестьян. Жители деревни относились к сословию монастырских (позже — экономических) крестьян.
26 октября 1825 года деревня Игумново была присоединена к Казани и стала Игумновой слободой; во второй половине XIX века за Игумновым озером возника Малая Игумнова слобода; «старая» Игумнова слобода, соответственно стала называться Большой Игумновой слободой К началу XX века в слободе действовали многочисленные кожевенные заводы, часть из которых принадлежала купцам Жегаловым, клееварочный завод, кожевенно-овчинно-шубные заведения Наумовых, и другие предприятия; самым крупным из них был химический завод Ушкова. В августе 1917 года слобода пострадала от взрывов на пороховом заводе в одноимённой слободе; упавшие оттуда снаряды вызвали пожар и на заводе Ушкова.
25 февраля 1924 года была переименована в Рабочую слободу.
На конец 1930-х — начало 1940-х на территории слободы находились речной техникум, предприятия меховой и кожевенной промышленности, завод «Союзмедзаготснаб».
В послевоенный период крупнейшими предприятиями Большого Игумново являлись завод медаппаратуры (1020 работников в 1979 году, ~750 в 1993 году), меховая фабрика № 8 Татмехобъединения (527 раб. в 1979 г.), завод «Металлист» Татарместпрома (272 раб. в 1979 г.), СМУ трамвайно-троллейбусного управления (133 раб. в 1979 г.), УПТК стройтреста № 5 Главтатстроя (127 раб. в 1979 г.).
К началу 1990-х годов в связи расширением уже существовавших предприятий перестала существовать как жилой район.

## Транспорт
Общественный транспорт в Большое Игумново не ходит; ближайшая остановкой является остановка «Набережная» на пересечении одноимённой улицы с Боевой улицей.
Первым автобусом, ходящим непосредственно в Большое Игумново, являлся автобус № 18, в начале 1960-х соединявший завод медаппаратуры с телевышкой; кроме него, в 1980—1990-е годы до завода медаппаратуры от Нового Савиново ходил автобус № 28. После ввода новой схемы движения транспорта в 2007 году до того же завода некоторое время ходили маршруты № 44 и 57.

## Образование
Образовательными учреждением в Большом Игумново были речной техникум (Набережная, 7, здание снесено) и учебный комибинат Таттрансуправления (Набережная, 4).

## Улицы
- Лесозаводская
- Лесозаводская 2-я
- Набережная
- Узенькая